# Велика Горка (Ленінградська область)
Велика Горка (рос. Большая Горка) — присілок у Тосненському районі Ленінградської області Російської Федерації.
Населення становить 4 особи. Належить до муніципального утворення Трубникоборське сільське поселення.

## Історія
Населений пункт розташований на історичній землі Іжорія.
Згідно із законом від 22 грудня 2004 року № 116-оз належить до муніципального утворення Трубникоборське сільське поселення.

## Населення
| 2007 | 2010 | 2017 |
| ---- | ---- | ---- |
| 5    | ↘2   | ↗4   |